# Valdealbín
Valdealbín es una localidad española de la provincia de Soria, partido judicial de Burgo de Osma (comunidad autónoma de Castilla y León). Pertenece al municipio de Nafría de Ucero.

## Historia
A la caída del Antiguo Régimen la localidad se constituye en municipio constitucional, conocido entonces como Valdealvin  en la región de Castilla la Vieja que en el censo de 1842 contaba con 12 hogares y 51 vecinos, para posteriormente integrarse en Nafría de Ucero. La localidad aparece descrita en el decimoquinto volumen del Diccionario geográfico-estadístico-histórico de España y sus posesiones de Ultramar de Pascual Madoz de la siguiente manera:

VAL DE ALBIN: l. con ayunt. en la prov. de Soria (11 leg.). part. jud. del Burgo (2), aud. terr. y c. g. de Burgos (19), dióc. de Osma (2). sit. en un hondo próximo al nacimiento del r. Rejas, con buena ventilacion y clima frio. Tiene 12 casas; la consistorial; escuela de instruccion primaria frecuentada por 6 alumnos á cargo de un maestro dotado con 8 fan. de trigo; una igl. parr. (la Purísima Concepcion) servida por un cura y un sacristan; hay una fuente de buen agua, que provee á las necesidades del vecindario. Confina el térm. con los de Vall de Grulla y Rejas: el terreno fertilizado por el Rejas, con un puente de madera, es de buena calidad; comprende un buen monte robledar. caminos: los locales en regular estado. correo: se recibe y despacha en el Burgo. prod.: cereales, algunas legumbres, leñas de combustible y buenos pastos, con los que se mantiene ganado lanar, cabrio y vacuno. ind.: la agricola y la corta y conduccion de leñas á los pueblos limítrofes. comercio: esportacion del sobrante de frutos é importacion de los art. que faltan. pobl.: 12 vec., 51 alm. cap. imp.: 5,808 rs. 6 mrs.
(Madoz, 1849, p. 255)

## Demografía
En el año 1981 contaba con 49 habitantes, concentrados en el núcleo principal, pasando a 20 en 2010, 12 varones y 8 mujeres.
| Gráfica de evolución demográfica de Valdealbín entre 2000 y 2017                                 |
|                                                                                                  |
| Población de derecho (2000-2010) según los censos de población del INE a 1 de enero de cada año. |

## Patrimonio
En la localidad hay una iglesia bajo la advocación de la Purísima Concepción.

## Fiestas
Su patrón es San Roque por lo que sus festividades son el 15, 16 y 17 de agosto.